# 2022 у телебаченні
Список 2022 у телебаченні описує події у сфері телебачення, що відбулися 2022 року.

## Події

### Січень
- 1 січня
  - Припинення мовлення і закриття російського телеканалу про погоду «Метео-ТВ»[1].
  - Зміна логотипу телеканалу «1+1»[2].
  - Початок мовлення телеканалу «УНІАН» у мультиплексі MX-3 цифрової етерної мережі DVB-T2[3][4].
  - Ребрендинг миколаївського регіонального телеканалу «ТАК-TV» у «ТАК TV Центр+» та початок його мовлення на супутнику[5][6].
  - Перехід державного російськомовного телеканалу «Дім/Дом» до мовлення у стандарті високої чіткості (HD)[7].
  - Припинення мовлення та закриття краматорського регіонального телеканалу «Донеччина TV»[8].
- 2 січня — Ребрендинг релігійного телеканалу «CNL» у «GNC».
- 4 січня — Припинення супутникового мовлення державного російськомовного телеканалу «Дім/Дом» у стандарті високої чіткості (HD)[9][10].
- 14 січня — Перехід одеського регіонального телеканалу «ТВ-1» до мовлення у стандарті високої чіткості (HD)[11].
- 15 січня — Зміна частоти телеканалу «Прямий» на супутнику Astra 4A[12].
- 17 січня
  - Зміна логотипу і графічного оформлення державного російськомовного телеканалу «Дом».
  - Початок мовлення нового узбецького телеканалу «Nurafshon TV»[13].
- 24 січня — Запуск компанією «Континент TV» нового телеканалу «6 соток», присвяченого заміській тематиці[14][15].
- 25 січня — Запуск повноцінного мовлення оновленого телеканалу «Рада»[16][17].
- 31 січня — Зміна логотипу і графічного оформлення каналу «Україна»[18].

### Лютий
- 1 лютого — Зміна логотипу і графічного оформлення телеканалу «Enter-фільм»[19].
- 11 лютого — Припинення мовлення телеканалу «НАШ»[20][21][22][23].
- 13 лютого — Відновлення супутникового мовлення телеканалу «Fashion TV Ukraine»[24].
- 24 лютого
  - Початок мовлення незакодованої супутникової версії телеканалу «1+1» на частоті «1+1 International» через російське вторгнення в Україну[25][26][27][28].
  - Початок мовлення незакодованої супутникової версії суспільного телеканалу «UA: Перший» через російське вторгнення в Україну[26][29][28].
  - Початок мовлення незакодованої супутникової версії телеканалу «Інтер» на частоті «Інтер+» через російське вторгнення в Україну[27][28].
  - Початок мовлення незакодованих супутникових версій телеканалів «Медіа Групи Україна», «Inter Media Group», «1+1 Media» і «Starlight Media» через російське вторгнення в Україну[27][28].
  - Призупинення мовлення телеканалу «ЧП.INFO»[30].
  - Припинення мовлення і закриття телеканалу «Перший незалежний»[31].
  - Зміна логотипів телеканалів «M1» і «M2».
  - Відкриття доступу до телеканалів «UA: Перший», «1+1», «ICTV», «УНІАН», «Україна 24», «5 каналу», «24 каналу», «Рада», «Інтер» OTT-провайдером «Megogo»[32][33].
  - Припинення мовлення телеканалу «Перший діловий»[34].
  - Припинення мовлення та закриття харківського регіонального телеканалу «Р1».
  - Призупинення мовлення телеканалу «Boutique TV»[35].
- 25 лютого
  - Припинення мовлення російських телеканалів «Russia Today», «RT Documentary», «РТР Планета», «Росія-24» і «Союз» на території Польщі[36][37].
  - Відновлення самостійного мовлення «Нового каналу», телеканалів «ТЕТ» і «НЛО TV»[38][39].
- 26 лютого — Телеканали українських медіагруп «Inter Media Group», «1+1 Media», «StarLightMedia», «Медіа Група Україна» і парламентський телеканал «Рада» транслюють спільний інформаційний телемарафон «Єдині новини», присвячений російському вторгненню в Україну[40].
- 27 лютого — Відкриття доступу до національних телеканалів «1+1», «ICTV», «СТБ», «Україна», «Україна 24» та «Нового каналу» OTT-платформою «Sweet.tv»[41][42][43].
- 28 лютого
  - Початок мовлення нового міжнародного інформаційного телеканалу «Україна 24 International» від «Медіа Групи Україна»[44].
  - Відновлення самостійного мовлення телеканалу «ОЦЕ ТБ»[45].
  - Припинення мовлення і закриття херсонських регіональних телеканалів «ТВій Плюс» і «KRATU»[46].

### Березень
- 1 березня
  - Призупинення мовлення телеканалу «Малятко TV»[47].
  - Початок мовлення телеканалу «PTV» в Полтаві у стандарті DVB-T2 на місці телеканалу «112 Україна»[48].
  - Початок мовлення телеканалу «Перший Подільський» у Хмельницькому у стандарті DVB-T2 на місці телеканалу «112 Україна»[48].
  - Початок мовлення телеканалу «Дніпро TV» у локальному DVB-T2 мультиплексі Дніпра (42 ТВК)[49].
  - Початок мовлення телеканалу «Перший Західний» у Львові у стандарті DVB-T2 на місці телеканалу «112 Україна»[48].
  - Тимчасове припинення мовлення телеканалів у цифровій етерній мережі DVB-T2 через обстріл російськими військами Київської телевежі[50].
  - Відновлення мовлення телеканалів у мультиплексі MX-1 цифрової етерної мережі DVB-T2[51].
  - Припинення мовлення і закриття сєвєродонецьких регіональних телеканалів «ІРТА» й «СТВ»[46].
  - Припинення мовлення і закриття маріупольських регіональних телеканалів «Сігма», «МТВ» та «TV-7»[46].
  - Припинення мовлення та закриття макарівського регіонального телеканалу «Авіс»[52].
- 2 березня
  - Телеканали «UA: Перший» і «UA: Культура» «НСТУ» приєдналися до трансляції марафону «Єдині новини»[53].
  - Призупинення мовлення суспільного регіонального телеканалу «UA: Херсон» через захоплення каналу російськими окупантами[54].
- 3 березня
  - Відновлення супутникового мовлення кримськотатарських телеканалів «ATR» і «Lâle»[55][56].
  - Відкриття доступу до телеканалів медіагруп «Inter Media Group» (без телеканалу «Інтер+»), «1+1 Media», «Starlight Media», «Медіа Група Україна» («Україна», «Індиго TV», «НЛО TV»); суспільних телеканалів «UA: Перший», «UA: Київ» і «UA: Культура»; телеканалів «Рада», «Київ», «5 каналу», «Прямий», «XSPORT», «Еспресо TV» і «24 Каналу» OTT-сервісом «Oll.tv»[57].
- 4 березня
  - Початок мовлення телеканалу «Відкритий» у локальному DVB-T2 мультиплексі Дніпра (42 ТВК).
  - Початок мовлення телеканалу «TV7+» у Білогір'ї у стандарті DVB-T2 на місці телеканалу «112 Україна»[48].
  - Ребрендинг запорізького регіонального телеканалу «Z» у «З».
  - На території Херсонщини та Запоріжжя почали блокувати роботу українських телеканалів[58].
- 5 березня
  - Початок мовлення телеканалу «Сфера ТБ» у Рівному (включно із селом Антопіль) у стандарті DVB-T2 на місці телеканалу «112 Україна»[48].
  - Початок мовлення телеканалу «ITV» у Дубровиці та Вараші у стандарті DVB-T2 на місці телеканалу «112 Україна»[59].
- 6 березня
  - Початок мовлення телеканалу «Конкурент» у Луцьку (включно із селом Підгайці) у стандарті DVB-T2 на місці телеканалу «112 Україна»[48].
  - Припинення мовлення харківського регіонального телеканалу «А/ТВК».
- 7 березня — Початок мовлення англомовної версії телеканалу «1+1 International»[60].
- 8 березня — Початок мовлення нового псевдонауково-пізнавального телеканалу «Масон ТВ» і кримінально-документального телеканалу «Закон ТВ»[61].
- 10 березня
  - На базі телеканалу «UATV» транслюється державний російськомовний інформаційний марафон «FREEДОМ»[62].
  - Початок мовлення телеканалу «Тернопіль 1» у Тернополі у стандарті DVB-T2 на місці телеканалу «112 Україна»[63].
- 11 березня
  - Припинення мовлення і закриття приморського регіонального телеканалу «ЮГ».
  - Припинення мовлення і закриття мелітопольського регіонального телеканалу «TVM».
- 12 березня — Припинення мовлення і закриття регіонального телеканалу «ТБ-Бердянськ».
- 13 березня — Припинення мовлення і закриття енергодарського регіонального телеканалу «ЕНТС»[64].
- 15 березня — Початок мовлення нового музичного телеканалу «Black» від медіагрупи «Vianet»[65][66].
- 16 березня — Зміна логотипу «Нового каналу».
- 17 березня — Початок супутникового мовлення вінницького регіонального телеканалу «ВІТА ТБ»[67][68].
- 19 березня
  - Відновлення супутникового мовлення сумського регіонального телеканалу «Відікон»[67][69].
  - Відновлення супутникового мовлення хмельницького регіонального телеканалу «TV7+»[67][70].
  - Відновлення супутникового мовлення регіонального телеканалу «Рівне 1»[67][71].
  - Початок супутникового мовлення одеського регіонального «7 каналу»[67][72].
- 20 березня
  - Телеканали «Прямий» і «5 канал» приєдналися до трансляції марафону «Єдині новини»[73].
  - Відновлення супутникового мовлення запорізького регіонального телеканалу «З»[67].
  - Початок мовлення телеканалу «Тернопіль 1» у Чорткові у стандарті DVB-T2 на місці телеканалу «112 Україна»[74].
- 21 березня — Ребрендинг запорізького регіонального телеканалу «З» в «МТМ»[75].
- 22 березня
  - Початок супутникового мовлення регіонального телеканалу «Дніпро TV»[67].
  - Початок супутникового мовлення черкаського регіонального телеканалу «Антена»[76].
- 23 березня
  - Відновлення мовлення телеканалу «Перший діловий»[34].
  - Відновлення супутникового мовлення кримськотатарського телеканалу «ATR»[77].
  - Початок супутникового мовлення тернопільського регіонального телеканалу «TV-4»[78].
  - Початок мовлення телеканалу «Антена» у Черкасах у стандарті DVB-T2 на місці телеканалу «112 Україна»[48][79].
- 24 березня
  - Відновлення самостійного мовлення телеканалів «Футбол 1» та «Футбол 2»[80].
  - Початок мовлення телеканалу «Ільдана» в Черкаській області у стандарті DVB-T2[81].
- 25 березня — Початок супутникового мовлення хмельницького регіонального телеканалу «Перший Подільський»[82].
- 26 березня — Відновлення самостійного мовлення телеканалу «Сонце»[83].
- 27 березня — На базі польського суспільного телеканалу «TVP» у Варшаві проведено марафон «Save Ukraine — #StopWar» на підтримку України[84]. Марафон транслювали телеканали у 20 країнах Європи і світу[85].
- 28 березня
  - Відновлення самостійного мовлення, зміна логотипу і перехід суспільного телеканалу «UA: Культура» до мовлення у стандарті високої чіткості (HD)[86].
  - Відновлення самостійного мовлення телеканалу «2+2»[87].
- 30 березня
  - Перехід суспільного телеканалу «UA: Львів» до мовлення у стандарті високої чіткості (HD)[88].
  - Відновлення самостійного мовлення телеканалу «Бігуді».
- 31 березня — Відновлення супутникового мовлення суспільного регіонального телеканалу «UA: Київ»[89].
- Припинення мовлення і закриття херсонського регіонального телеканалу «ЯТБ»[90].
- Припинення мовлення одеського регіонального телеканалу «Здоров'я»[91].
- Припинення мовлення одеського регіонального телеканалу «Академія».
- Призупинення мовлення покровського регіонального телеканалу «Орбіта» та «Капрі».
- Призупинення мовлення харківських регіональних телеканалів «7 канал» та «Simon».
- Призупинення мовлення харківського суспільного регіонального телеканалу «UA: Харків».
- Припинення мовлення бучанських регіональних телеканалів «Погляд» і «Погляд Київщина»[92].
- Початок мовлення регіонального телеканалу «Вітер» в Кіровоградській області у стандарті DVB-T2[93].

### Квітень
- 1 квітня — Початок мовлення україномовної версії дитячого телеканалу «Nickelodeon Ukraine» від сервісу «Pluto TV»[94][95].
- 4 квітня
  - Тимчасове припинення мовлення телеканалу «Еспресо TV» у мультиплексі MX-3 цифрової етерної мережі DVB-T2 через порушення ним рішення РНБО[96][97][98].
  - Тимчасове припинення мовлення «5 каналу» у мультиплексі MX-5 цифрової етерної мережі DVB-T2 через порушення ним рішення РНБО[99][97][98].
  - Тимчасове припинення мовлення телеканалу «Прямий» у мультиплексі MX-2 цифрової етерної мережі DVB-T2 через порушення ним рішення РНБО[99][97][98].
  - Припинення мовлення і закриття телеканалу «O-TV»[100][101].
- 8 квітня — Припинення супутникового мовлення полтавського регіонального телеканалу «Центральний»[102].
- 10 квітня — Перехід телеканалу «ICTV Ukraine» до мовлення у стандарті високої чіткості (HD).
- 11 квітня
  - Початок мовлення незакодованих супутникових телеканалів «Трофей», «Терра», «Фауна» та «Наука»[103].
  - Відновлення самостійного мовлення телеканалів «Перший автомобільний» та «Genuine TV».
- 12 квітня
  - Перерозподіл телеканалів у мультиплексах всеукраїнської цифрової етерної мережі DVB-T2[104][105].
  - Перехід суспільного телеканалу «UA: Перший» до мовлення у стандарті високої чіткості (HD)[106].
- 13 квітня
  - Відновлення мовлення телеканалу «Малятко TV»[107].
  - Перехід телеканалу «1+1 International» до мовлення у стандарті високої чіткості (HD).
- 15 квітня
  - Припинення мовлення російської версії телеканалу «Eurosport»[108][109].
  - Відновлення самостійного мовлення телеканалу «XSPORT»[110].
- 18 квітня
  - Відновлення самостійного мовлення та зміна логотипу і графічного оформлення телеканалу «Індиго TV»[111].
  - Відновлення самостійного мовлення телеканалів «Enter-фільм», «НТН», «Мега» і «СТБ»[112][113].
  - Відновлення самостійного мовлення та зміна логотипу телеканалу «К1».
- 20 квітня — Відновлення самостійного мовлення телеканалу «Інтер+»[114].
- 23 квітня
  - Припинення мовлення «4 каналу»[115].
  - Перехід суспільних телеканалів «UA: Закарпаття» і «UA: Київ» до мовлення у стандарті високої чіткості (HD).
- 28 квітня — Припинення мовлення телеканалів холдингу «Paramount Global» на території Росії[116][117][118][119].
- 30 квітня — Припинення мовлення та закриття миколаївського регіонального телеканалу «Сатурн»[120].

### Травень
- 1 травня — Призупинення мовлення телеканалу «UNC»[121].
- 2 травня
  - Початок мовлення нового міжнародного розважального телеканалу «Квартал TV International» від медіагрупи «1+1 Media» і студії «Квартал 95»[122].
  - Відновлення самостійного мовлення регіональних телеканалів філій «НСТУ».
- 3 травня
  - Перехід європейського російськомовного телеканалу «Новый мир» до мовлення у стандарті високої чіткості (HD)[123].
  - Відключення аналогового ефірного мовлення у Молдові в зв'язку з повним переходом на цифрове ефірне мовлення в стандарті DVB-T2.
- 8 травня — Припинення мовлення і закриття лисичанського телеканалу «Акцент».
- 9 травня — Відновлення самостійного мовлення телеканалу «Футбол 3»[124].
- 10 травня
  - Зміна логотипу каналу «Україна».
  - Припинення мовлення телеканалу «Music Box Ukraine»[125][126][127].
- 11 травня — Зміна логотипів телеканалів «Setanta Sports» і «Setanta Sports+»[128].
- 12 травня
  - Початок мовлення дніпропетровського регіонального телеканалу «Дніпро TV» у стандарті DVB-T2 на місці телеканалу «112 Україна»[129].
  - Зміна логотипу телеканалу «УНІАН»[130][131].
  - Припинення мовлення одеських регіональних телеканалів «GNews», «ТВ-1», «А1» та «City TV» через російське вторгнення в Україну[132].
- 13 травня
  - Перехід дніпропетровських регіональних телеканалів «Дніпро TV» та «Відкритий» до мовлення у стандарті високої чіткості (HD) у стандарті DVB-T2[133].
  - Початок мовлення нового фільмового телеканалу «4ever Cinema» від медіагрупи «Vianet»[134].
- 14 травня — Припинення мовлення дніпропетровського регіонального телеканалу «Дніпро TV» у локальному DVB-T2 мультиплексі Дніпра (42 ТВК)[135].
- 18 травня — Перехід чернівецького регіонального телеканалу «TVA» до мовлення у стандарті високої чіткості (HD).
- 19 травня — Зміна логотипу і графічного оформлення телеканалу «ТЕТ»[136][137].
- 23 травня — Ребрендинг телеканалів «НСТУ» (крім «UA: Культура»)[138][139].
- 24 травня — Ребрендинг телеканалу «UA: Культура» в «Суспільне Культура»[138][139].
- Припинення мовлення одеських телеканалів «Інший» та «Южная волна»[140][141].
- Припинення мовлення регіонального телеканалу «Одеса».
- Перехід прилуцького регіонального телеканалу «ТІМ» до мовлення у широкоекранному форматі зображення 16:9 та мовлення у стандарті високої чіткості (HD).
- Відновлення мовлення покровського регіонального телеканалу «Орбіта»[142].

### Червень
- 1 червня
  - Припинення мовлення і закриття православного телеканалу «Глас»[143].
  - Відновлення самостійного мовлення телеканалу «Paramount Comedy»[144].
- 3 червня — Ухвалення заборони мовлення російських телеканалів «РТР Планета», «Росія-24» і «TVCI» на території Європи[145][146].
- 4 червня — Перехід суспільного регіонального телеканалу «Суспільне Чернігів» до мовлення у стандарті високої чіткості (HD).
- 5 червня — Відновлення самостійного мовлення телеканалу «Квартал TV»[147].
- 11 червня — Відновлення самостійного мовлення телеканалу «1+1 International»[148].
- 17 червня — Ребрендинг львівського регіонального телеканалу «НТА» в «NTA»[149].
- 22 червня — Перехід регіонального телеканалу «Чернівці» до мовлення у стандарті високої чіткості (HD)[150].
- 23 червня — Ребрендинг регіонального телеканалу «Чернівці» в «C4»[151].

### Липень
- 1 липня — Припинення мовлення і закриття полтавського регіонального телеканалу «Центральний»[152].
- 4 липня
  - Відновлення мовлення тростянецького регіонального телеканалу «TVT»[153].
  - Відновлення мовлення телеканалу «Суспільне Суми» у Тростянці у стандарті DVB-T2[153].
- 12 липня — Припинення самостійного мовлення телеканалів «Медіа Групи Україна» через вихід материнської компанії «Систем кепітал менеджмент» Ріната Ахметова з медійного бізнесу[154]. Телеканали знову розпочали трансляцію марафону «Єдині новини»[155].
- 15 липня — Призупинення мовлення телеканалів «Live», «Типовий Київ» та «Odesa.live» через російське вторгнення в Україну[156][157].
- 22 липня
  - Припинення мовлення і закриття телеканалів «Медіа Групи Україна»[154][158][159][160].
  - Припинення мовлення і закриття телеканалу «Shakhtar.TV»[161][160].
  - Припинення мовлення і закриття запорізького регіонального телеканалу «TV5»[162][160].
  - Перехід суспільного телеканалу «Суспільне Харків» до мовлення у стандарті високої чіткості (HD)[163].
  - Супутниковий оператор «Xtra TV» припинив свою роботу[164].
  - OTT-провайдер «Oll.tv» припинив свою роботу[164][165].
- 26 липня — Перехід телеканалу «Суспільне Крим» до мовлення у стандарті високої чіткості (HD).
- 27 липня
  - Припинення супутникового мовлення регіонального телеканалу «Дніпро TV»[166].
  - Припинення супутникового мовлення хмельницьких регіональних телеканалів «Перший Подільський» та «TV7+»[166].
  - Припинення супутникового мовлення одеського регіонального «7 каналу»[166].
  - Припинення супутникового мовлення запорізького регіонального телеканалу «МТМ»[166].
  - Припинення супутникового мовлення регіонального каналу «Рівне 1»[166].
  - Припинення супутникового мовлення тернопільського регіонального телеканалу «TV-4»[166].
  - Припинення супутникового мовлення вінницького регіонального телеканалу «ВІТА ТБ»[166].
  - Припинення супутникового мовлення сумського регіонального телеканалу «Відікон»[166].

### Серпень
- 1 серпня — Початок мовлення нового мелітопольського регіонального окупаційного телеканалу «За! ТВ» на базі телеканалу «МТВ-плюс»[167].
- 2 серпня — Припинення мовлення російського телеканалу «НТВ Мир» на території Європи[168].
- 16 серпня — Початок мовлення телеканалу «ТІМ» у Ніжині у стандарті DVB-T2[169].
- 22 серпня — Відновлення мовлення телеканалу «ATV» в Шостці у стандарті DVB-T2[170].
- 27 серпня — Припинення мовлення і закриття бердичівського регіонального телеканалу «ВІК».
- 29 серпня — Перейменування телеканалу іномовлення «UATV» у «FREEДОМ»[171].
- Перехід регіональних телеканалів філій «НСТУ» до мовлення у стандарті високої чіткості (HD)[172][173].

### Вересень
- 1 вересня — Ребрендинг казахського телеканалу «Qazaq TV» у «Jibek Joly»[174].
- 5 вересня — Зміна логотипа телеканалу «ТЕТ».
- 6 вересня
  - Об'єднання телеканалів «VIP Premiere» і «VIP Megahit» супутникового оператора «Viasat» під брендом «VIP Megahit»[175].
  - Припинення мовлення телеканалу «Viasat Sport HD» на території України[175].
  - Зміна програмної сітки телеканалу «Viasat History»[175].
- 12 вересня — Відновлення самостійного мовлення державного телеканалу «Дом»[176].
- 18 вересня — Перехід дніпровського регіонального телеканалу «Nobel TV» до мовлення у широкоекранному форматі зображення 16:9[177].
- 21 вересня — Відновлення мовлення телеканалу «UNC»[178].
- 26 вересня — Зміна графічного оформлення телеканалу іномовлення «FREEДОМ».
- 29 вересня — Початок мовлення телеканалу «НТК» у локальному DVB-T2 мультиплексі Коломиї (44 ТВК)[179][180].
- Відновлення аналогового мовлення регіонального «7 каналу» на 7 ТВК в Харкові[181].

### Жовтень
- 1 жовтня — Перерозподіл телеканалів у мультиплексах всеукраїнської цифрової етерної мережі DVB-T2[182][183].
- 18 жовтня — Початок онлайн-мовлення нового телеканалу «Ми — Україна»[184].
- 21 жовтня — Припинення супутникового мовлення телеканалу «Fashion TV Ukraine»[185].
- 30 жовтня — Припинення мовлення і закриття окупаційного херсонського регіонального телеканалу «ВТВ Плюс».

### Листопад
- 1 листопада — Перехід тернопільського регіонального телеканалу «TV-4» до мовлення стандарті високої чіткості (HD).
- 4 листопада — Припинення мовлення «4 каналу» в МХ-5 цифрової етерної мережі DVB-T2[186].
- 7 листопада — Початок мовлення нового телеканалу «Ми — Україна» в МХ-2 цифрової етерної мережі DVB-T2 на місці телеканалу «Україна 24»[187][188][189].
- 8 листопада — Телеканал «Ми — Україна» приєднався до трансляції телемарафону «Єдині новини»[189].
- 11 листопада — Початок мовлення телеканалу «Галичина TV» та «3 TV» у локальному DVB-T2 мультиплексі Стримби (44 ТВК)[190].
- 21 листопада
  - Ребрендинг регіонального телеканалу «Суспільне Донбас» в інформаційний телеканал «Суспільне Новини» на супутнику[191][192].
  - Відновлення онлайн-мовлення регіонального телеканалу «Суспільне Херсон».
- 22 листопада — Призупинення онлайн-мовлення регіонального телеканалу «Суспільне Херсон».
- 25 листопада
  - Відновлення супутникового мовлення телеканалу телеторгівлі «ТЮСО»[193].
  - Початок мовлення телеканалів «КМТ», «Незалежність» і «3 TV» у локальному DVB-T2 мультиплексі Калуша (43 ТВК)[194].
- 28 листопада — Відновлення самостійного мовлення телеканалу «УНІАН»[195].
- Перехід харківського регіонального телеканалу «Simon» до мовлення у широкоекранному форматі зображення 16:9 та мовлення у стандарті високої чіткості (HD).

### Грудень
- 1 грудня — Початок мовлення телеканалів «Снятин» та «3 TV» у локальному DVB-T2 мультиплексі Коломиї (44 ТВК)[196].
- 2 грудня — Зміна графічного оформлення телеканалу «УНІАН».
- 3 грудня — Початок мовлення телеканалу «Надвірна» у локальному DVB-T2 мультиплексі Стримби (44 ТВК)[190][197].
- 8 грудня — Початок мовлення телеканалів «Аверс» та «12 Каналу» у локальних DVB-T2 мультиплексів Каменя-Каширського (48 ТВК), Любомлі (48 ТВК), Цумані (47 ТВК) та Топільному (47 ТВК)[198].
- 13 грудня — Початок мовлення телеканалу «NTA» у локальному DVB-T2 мультиплексі Львова (37 ТВК) і перехід його до мовлення у стандарті високої чіткості (HD)[199][200].
- 14 грудня
  - Припинення мовлення телеканалу «Disney Channel» на території Росії[201][202].
  - Припинення мовлення телеканалів холдингу «Paramount Global» на території Білорусі[203].
- 15 грудня — Початок мовлення телеканалу «3 TV» у локальному DVB-T2 мультиплексі Івано-Франківська (30 ТВК)[204].
- 17 грудня — Ребрендинг телеканалу «ICTV Ukraine» в «ICTV2»[205][206][207].
- 19 грудня — Початок мовлення телеканалу «МТРК Місто» у локальних DVB-T2 мультиплексі Хмельницького (47 ТВК), Волочиська (48-й ТВК), Городка (48 ТВК)[208][209][210].
- 22 грудня — Початок мовлення телеканалу «Вежа» у локальному DVB-T2 мультиплексі Івано-Франківська (30 ТВК)[211].
- 23 грудня — Початок мовлення телеканалу «ICTV2» в мультиплексі МХ-2 цифрової етерної мережі DVB-T2[212].
- 24 грудня — Початок мовлення нового телеканалу «1+1 Україна» від медіагрупи «1+1 Media»[205][212][213].
- 26 грудня — Початок мовлення телеканалу «Місто+» у локальному DVB-T2 мультиплексі Карлівки (30 ТВК)[214].
- 27 грудня — Початок мовлення «Каналу-402» у локальному DVB-T2 мультиплексі Івано-Франківська (30 ТВК)[215].
- 31 грудня — Початок супутникового мовлення телеканалу «Ми — Україна»[216][189][217].
- Припинення мовлення телеканалу «ATV» в Шостці у стандарті DVB-T2[218].

## Без точних дат
- Весна
  - Призупинення мовлення тростянецького регіонального телеканалу «TVT».
  - Призупинення мовлення телеканалу «UA: Суми» у Тростянці у стандарті DVB-T2.
- Призупинення та відновлення мовлення сумського регіонального телеканалу «СТС»[219].
- Припинення мовлення та закриття бахмутського регіонального телеканалу «АТВ»[220].
- Припинення мовлення та закриття волинського регіонального телеканалу «Полісся-ТБ».
- Перехід телеканалу «ПравдаТУТ» до мовлення у стандарті високої чіткості (HD).
- Припинення мовлення та закриття бахмутського регіонального телеканалу «Заказ».